# Sapajus nigritus nigritus
El mono caí oscuro (Sapajus nigritus nigritus), es una subespecie del Sapajus nigritus, un primate platirrino del género Sapajus. Esta subespecie es endémica de las selvas orientales de América del Sur.

## Taxonomía

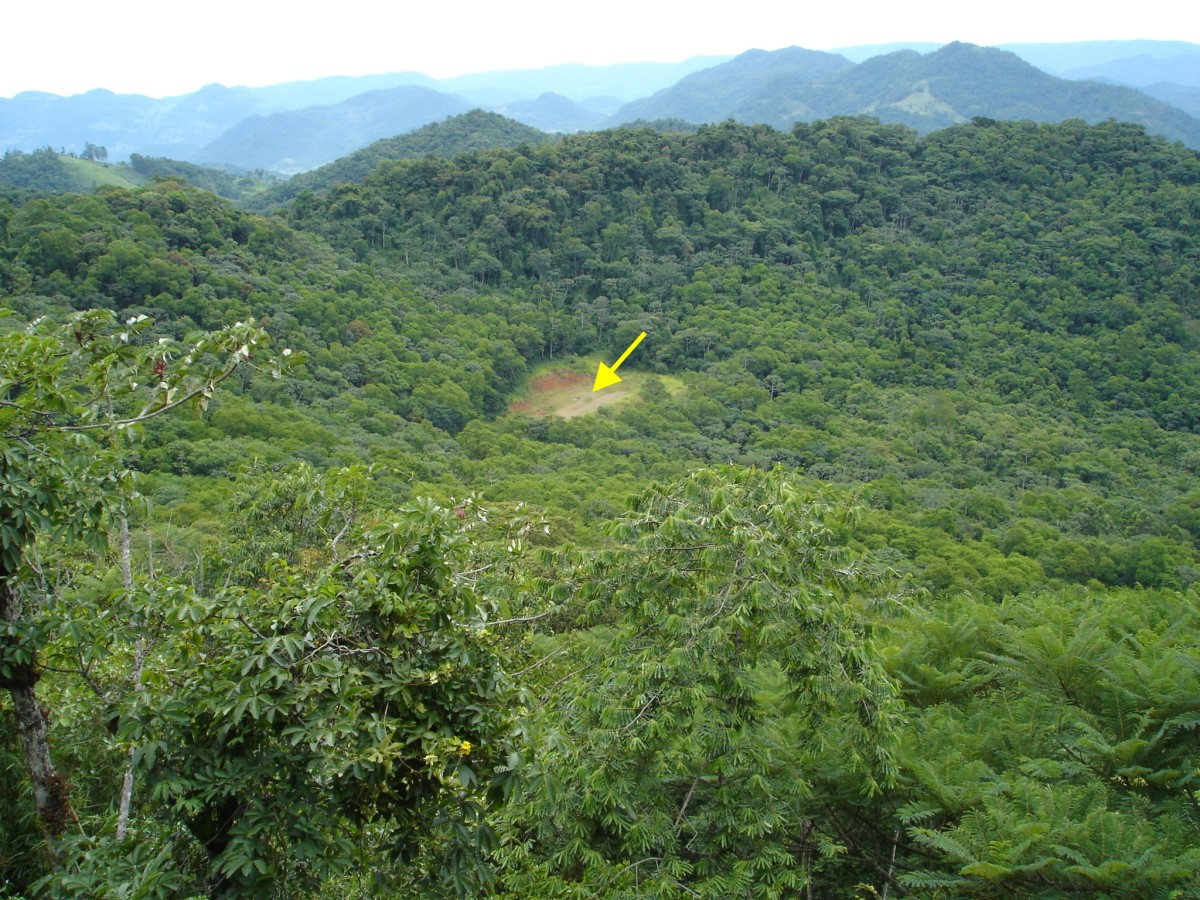
Selva de la mata Atlántica; el hábitat de esta especie.

Este taxón era considerado un integrante del género Cebus, pero en 2011, sobre la base de estudios de ADN se pudo comprobar que ese género estaba separado en dos grupos distanciados genéticamente desde finales del Mioceno, hace 6,2 millones de años atrás, es decir, en la misma época en que los humanos se separaban del tronco de los chimpancés. Como resultado, a 8 especies se las ubicó en el género Sapajus, y las restantes quedaron en el género Cebus. 

## Localidad tipo
La localidad tipo original es Brasil. Vieira en 1944 la restringió a: Río de Janeiro.

## Características
Son monos pequeños, de unos 45 cm de largo, con una cola prensil que enrollan alrededor de las ramas para ayudarse en el movimiento alrededor de los árboles. Suelen presentar sobre sus cabezas mechones o crestas.

## Costumbres
Viven en manadas, recorriendo un territorio en busca de alimento: frutos, hojas tiernas, y pequeños animales.

## Distribución
Esta subespecie habita en el centro-este del Brasil.